# Yas Gonzalez
Yas González (La Habana, 17 de diciembre de 1984) es una diseñadora de moda, periodista y empresaria de origen cubano radicada en los Estados Unidos. Su compañía “House of Yas” ha producido piezas para artistas como Alejandro Sanz, La India, Diana Fuentes o el dúo Gente de Zona. También ha tenido a cargo la realización de vestuarios para videos musicales de Ricky Martin, Jennifer Lopez y Pitbull. Se le reconoce como la primera cubana que ha presentado su obra en la Semana de la Moda de París.

## Biografía
A la edad de seis años se trasladó a los Estados Unidos, específicamente a Miami, donde hizo carrera profesional en la especialidad de periodismo, comunicaciones, graduándose de Miami Dade College y locución graduada del instituto de arte de Ft lauderedale, con una trayectoria en la que resalta su publicación Hit Magazine, revista de entretenimiento y su participación en muchos programas de televisión nacionales e internacionales de moda y entretenimiento como, Sábado Gigante, en Univision, Paparazzi TV-Mega TV entre otros. 
En medio de este desempeño descubrió que su mayor pasión era la moda y la forma de interpretarla por lo que decide estudiar Diseño y moda en la Universidad de Miami de Arte y Diseño. Período en el que logra captar la atención de la industria con una sugerente línea de trajes de baño. También obtuvo un título en Parsons New York, escuela de Moda.
Los diseños de House of Yas apuestan por un discurso común: la más pura identidad latina, captando la atención de los medios y consumidores con sus creaciones.

Yas González ha vestido a artistas y celebridades como Diana Fuentes, Alejandro Sanz, Descemer Bueno, Malú Trevejo, Lady Gaga, Ricky Martin, Jennifer López, Leslie Cartaya, Oscar Pzysk, Jon Secada,Gente de Zona, Pitbull, Daddy Yankee, María Conchita Alonso, Michelle Obama, la princesa de Dubái Hend Faisal Al Qassemi, entre otros.
“Me sentí honrada de poder exhibir mis diseños durante los premios Emmy, Latin Billboards, Latin Grammy, Grammys, Premios lo Nuestro, Premios Juventud, Premios tu Mundo y muchos más. También he podido crear piezas para algunas personas que me han permitido ayudarles a sentirse aún más bellas y cómodas en su propia piel” -explica Yas González sobre la presencia de sus diseños en importantes eventos.
Es la única diseñadora cubana que ha llevado su trabajo a la Semana de la Moda en París, evento en el que participó en 2019. Año en el que también estuvo en pasarelas de México, Nueva York, Ámsterdam, Estambul, Dubái, Londres, San Francisco, Miami, Vancouver, París y Dubái.
Su obra ha sido reconocida por publicaciones de prestigio como People en Español, Vanity Fair, British GQ, House of Coco, Mercedez Benz Swim Week, Fort Lauderdale Fashion Week, South Florida Fashion Week y New York Fashion Week. También ha sido durante 3 años la diseñadora principal de Miami Swim Week y fue considerada como una “promesa en el diseño de moda” por British Vogue.
En colaboración con el director de cine y creativo de House of Yas Asiel Babastro. quien es también su esposo y comparten una hija hermosa, 

### Fuente de inspiración
Yas González entiende que cualquier cosa puede inspirarle: una persona, una pintura, la calle, una canción” y así lo ratifican sus colecciones. En “Timeless Cuba”, por ejemplo, se motivó con las losas del piso de su abuela, la arquitectura de La Habana Vieja y las virtudes de una isla a la que pertenece.
A través de su fundación sin fines de lucro "The Yas Gonzalez Foundation" Yas provee talleres y apoya a nuevos artistas emergentes con una plataforma donde pueden exponer su arte "The Miami Fashion Show" la cual en colaboración con Asiel Babastro manejan desde el 2018.
Su más reciente colección inspirada en el pintor Mariano Rodríguez fue lanzada durante "Miami Fashion Week" 2024. 
Luego de la asociación empresarial junto a la filántropa Masiel Moreira y Director Asiel Babastro; House of Yas abre sus puertas este verano en Miami con un local físico por citas.

## Principales eventos
- Premios LATIN GRAMMY 2017
- Persona del Año 2017
- Premios Emmy
- Premios LATIN BILLBOARD
- Premios Lo Nuestro
- Premios Juventud
- Premios Tu Mundo
- Royal Gala, Palacio de Versace (Dubái)[19]
- South Florida Fashion Week
- Best emerging designer award
- Outstanding Designer at Dubai's Royal gala award show
- Paris Fashion Week
- Ftlauderdale fashion week
- Miami fashion Week
- Miami swim Week
- Founder of the Miami Fashion show-platform
- Vancouver Fashion Week[24][25]